# なんでも言っちゃって
「なんでも言っちゃって」（なんでもいっちゃって）は、日本のラッパー、LEXが2021年8月4日に配信リリースした楽曲。JP THE WAVYを客演に迎え、制作が行われた。サウンドプロデュースとミックスはKMが担当した。

## 背景
LEXとJP THE WAVYはこれまでに互いの作品に客演参加をしており、初コラボレーションとなる2020年にリリースされたJP THE WAVYの「GOOD PEOPLE GOOD COFFEE (Remix)」のLEXの参加以降、LEXの「WORLD PEACE (feat. OZworld & JP THE WAVY)」、JP THE WAVYの「WAVEBODY feat. LEX & OZworld」、「Pick N Choose feat. LEX」で共演を重ねてきた中での新作発表となった。

## アートワーク
配信ジャケットのカバーアートはADONOS BOWENが担当した。

## ミュージックビデオ
なんでも言っちゃって
監督：MESS
配信日である8月4日、映像ディレクターのMESSが手掛けたミュージック・ビデオがYouTubeに公開された。“ラップスターの日常”をテーマにミュージック・ビデオの撮影と制作が行われた。

## 影響
「なんでも言っちゃって」はショートビデオプラットフォームのTikTok内でも使用されたのが見られた。「なんでも言っちゃって」のTikTokを中心としたヒットや、当楽曲も収録されたアルバム『LOGIC』がApple Musicのアルバム総合チャートで1位を獲得した快挙が評価され、雑誌『GQ JAPAN』による「GQ MEN OF THE YEAR 2021」のブレイクスルー・アーティスト賞を受賞した。また、TikTokでのヒットの影響で「なんでも言っちゃって」が「egg流行語大賞2021」の9位にランクインした。

## 記録
主要の音楽配信サイトにて配信が行われ、2021年8月25日に公開されたBillboard Japan Heatseekers Songsでは配信3週目で4位に初登場した。同年9月8日公開の同チャートではストリーミング再生での影響が反映され、初の1位を記録した。

## 収録曲
| #         | タイトル                                     | 作詞             | 作曲      | 時間 |
| --------- | -------------------------------------------- | ---------------- | --------- | ---- |
| 1.        | 「なんでも言っちゃって (feat. JP THE WAVY)」 | LEX, JP THE WAVY | KM        | 2:26 |
| 合計時間: | 合計時間:                                    | 合計時間:        | 合計時間: | 2:26 |

## チャート
| チャート                          | 最高順位 | 出典  |
| --------------------------------- | -------- | ----- |
| Billboard Japan Heatseekers Songs | 1        | [ 9 ] |